# The Great Indoors
The Great Indoors – amerykański serial telewizyjny (sitcom) wyprodukowany przez Run and Gun Productions oraz CBS Television Studios. Pomysłodawcą serialu jest Mike Gibbons. "The Great Indoors" był emitowany od 27 października 2016 roku do 8 maja 2017 roku przez CBS.
14 listopada 2016 roku, stacja CBS zamówiła pełny pierwszy sezon, a 7 stycznia 2017 roku stacja zamówiła trzy dodatkowe odcinki pierwszego sezonu, który liczył 22 odcinki.
14 maja 2017 roku, stacja CBS ogłosiła anulowanie serialu po jednym sezonie.

## Fabuła
Serial skupia się na życiu i pracy Jacka Gordona, byłego podróżnika, który w wyniku kontuzji zostaje zmuszony do pracy biurowej w dziale mediów społecznościowych. Nie za bardzo potrafi się odnaleźć w nowej sytuacji.

## Obsada
- Joel McHale jako Jack Gordon[5]
- Stephen Fry jako Roland[6]
- Christopher Mintz-Plasse jako Clark[7]
- Christine Ko jako Emma[8]
- Shaun Brown jako Mason[9]
- Susannah Fielding jako Brooke[10]
- Chris Williams jako Eddie[11]

## Odcinki
| Sezon | Sezon | Odcinki | Oryginalna emisja CBS | Oryginalna emisja CBS | Oryginalna emisja | Oryginalna emisja | Oryginalna emisja |
| Sezon | Sezon | Odcinki | Premiera sezonu       | Finał sezonu          | Premiera sezonu   | Finał sezonu      |                   |
| ----- | ----- | ------- | --------------------- | --------------------- | ----------------- | ----------------- | ----------------- |
|       | 1     | 22      | 27 października 2016  | 11 maja 2017          | —                 | —                 |                   |

### Sezon 1 (2016-2017)
| #  | Tytuł                 | Reżyseria                | Scenariusz                            | Premiera CBS         | Premiera |
| -- | --------------------- | ------------------------ | ------------------------------------- | -------------------- | -------- |
| 1  | Pilot                 | Andy Ackerman            | Mike Gibbons                          | 27 października 2016 |          |
| 2  | Dating Apps           | Andy Ackerman            | John Bickerstead, Trey Kollmer        | 3 listopada 2016     |          |
| 3  | Step One: Shelter     | Andy Ackerman            | Brad Stevens, Boyd Vico               | 10 listopada 2016    |          |
| 4  | You Don't Know Jack   | Andy Ackerman            | Damir Konjicija, Dario Konjicija      | 17 listopada 2016    |          |
| 5  | No Bad Ideas          | Andy Ackerman            | Austen Earl                           | 24 listopada 2016    |          |
| 6  | Going Deep            | Liz Feldman, Todd Linden | Andy Ackerman                         | 1 grudnia 2016       |          |
| 7  | At Emma               | Andy Ackerman            | Isabelle Esposito                     | 8 grudnia 2016       |          |
| 8  | Office Romance        | Andy Ackerman            | Alex Edelman                          | 15 grudnia 2016      |          |
| 9  | The Mediocre Outdoors | Andy Ackerman            | Joanna Lewis, Kristine Songco         | 5 stycznia 2017      |          |
| 10 | The Explorers' Club   | Andy Ackerman            | Craig Doyle                           | 12 stycznia 2017     |          |
| 11 | Mason Blows Up        | Andy Ackerman            | John Blickstead, Trey Kollmer         | 19 stycznia 2017     |          |
| 12 | Paul's Surprise       | Andy Ackerman            | Mike Gibbons                          | 9 lutego 2017        |          |
| 13 | DTR                   | Andy Ackerman            | Austen Earl                           | 16 lutego 2017       |          |
| 14 | Friends Like These    | Andy Ackerman            | Joanna Lewis, Kristine Songco         | 23 lutego 2017       |          |
| 15 | Relationship Jack     | Andy Ackerman            | Brad Stevens, Boyd Vico               | 9 marca 2017         |          |
| 16 | Aaron Wolf            | Andy Ackerman            | Craig Doyle                           | 27 marca 2017        |          |
| 17 | Cubicles              | Andy Ackerman            | John Blickstead, Trey Kollmer         | 30 marca 2017        |          |
| 18 | Party Paul            | Andy Ackerman            | Damir Konjicija, Dario Konjicija      | 6 kwietnia 2017      |          |
| 19 | Ricky Leaks           | Andy Ackerman            | Jen Howell, Greg Trimmer              | 13 kwietnia 2017     |          |
| 20 | The Heartbreaker      | Andy Ackerman            | Alex Edelman, Isabelle Esposito       | 27 kwietnia 2017     |          |
| 21 | Roland's Secret       | Andy Ackerman            | Liz Feldman                           | 1 maja 2017          |          |
| 22 | The Company Retreat   | Andy Ackerman            | Mike Gibbons, Brad Stevens, Boyd Vico | 8 maja 2017          |          |

## Produkcja
30 stycznia 2016 roku, stacja CBS zamówiła pilotowy odcinek.
16 lutego 2016 roku ogłoszono, że główną rolę w serialu zagra Joel McHale.
W tym samym miesiącu, Chris Williams dołączył do The Great Indoors
W marcu 2016 roku, ogłoszono, że Shaun Brown dołączył do obsady.
16 kwietnia 2016 roku, Christine Ko dołączyła do serialu.
14 maja 2016 roku stacja CBS oficjalnie zamówiła pierwszy sezon serialu na sezon telewizyjny 2016/2017.
W tym samym miesiącu do obsady dołączyli: Stephen Fry, Christopher Mintz-Plasse oraz Susannah Fielding